# Obsessions
Obsessions è il singolo di debutto della cantante inglese Marina and the Diamonds pubblicato il 19 novembre 2008 dall'etichetta discografica Neon Gold Records, in seguito incluso nell'album di debutto dell'artista The Family Jewels.

## Tracce
1. Obsessions – 3:38
2. Mowgli's Road – 4:09